# Illa Elefant

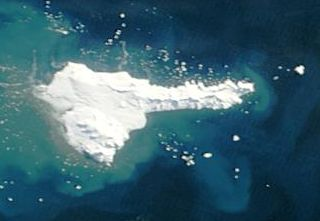

L'illa Elefant (en anglès, Elephant Island) és la més boreal de les illes Shetland del Sud, a l'Antàrtida.
Juntament amb l'illa Clarence i altres illes i illots forma el grup anomenat en la cartografia xilena com a illes Piloto Pardo, en homenatge a Luis Pardo Villalón, de l'Armada de Xile, que el 30 d'agost de 1916 va rescatar, al cap Wild de l'illa Elefant, els nàufrags de la cèlebre expedició científica d'Ernest Shackleton a bord del vaixell anglès Endurance.
L'Argentina inclou l'illa al departament de les Illes de l'Atlàntic Sud dins de la província de Terra del Foc, Antàrtida i Illes de l'Atlàntic Sud; per a Xile formen part del Territori Xilè Antàrtic, i per al Regne Unit del Territori Antàrtic Britànic, però aquestes reclamacions estan suspeses en virtut del Tractat Antàrtic.
L'illa està gairebé completament coberta de glaceres. Té una elevació màxima de 852 metres. Les costes són molt abruptes i de molt difícil desembarcament. El Brasil hi ha construït dos refugis: l'Emílio Goeldi i l'Engenheiro Wiltgen. El 1977 hi fou descoberta l'esfeniscidita, un mineral de la classe dels fosfats, que rep el nom dels "sphenisciformes", l'orde dels pingüins que habiten l'illa. A l'illa també s'hi pot trobar minyulita.

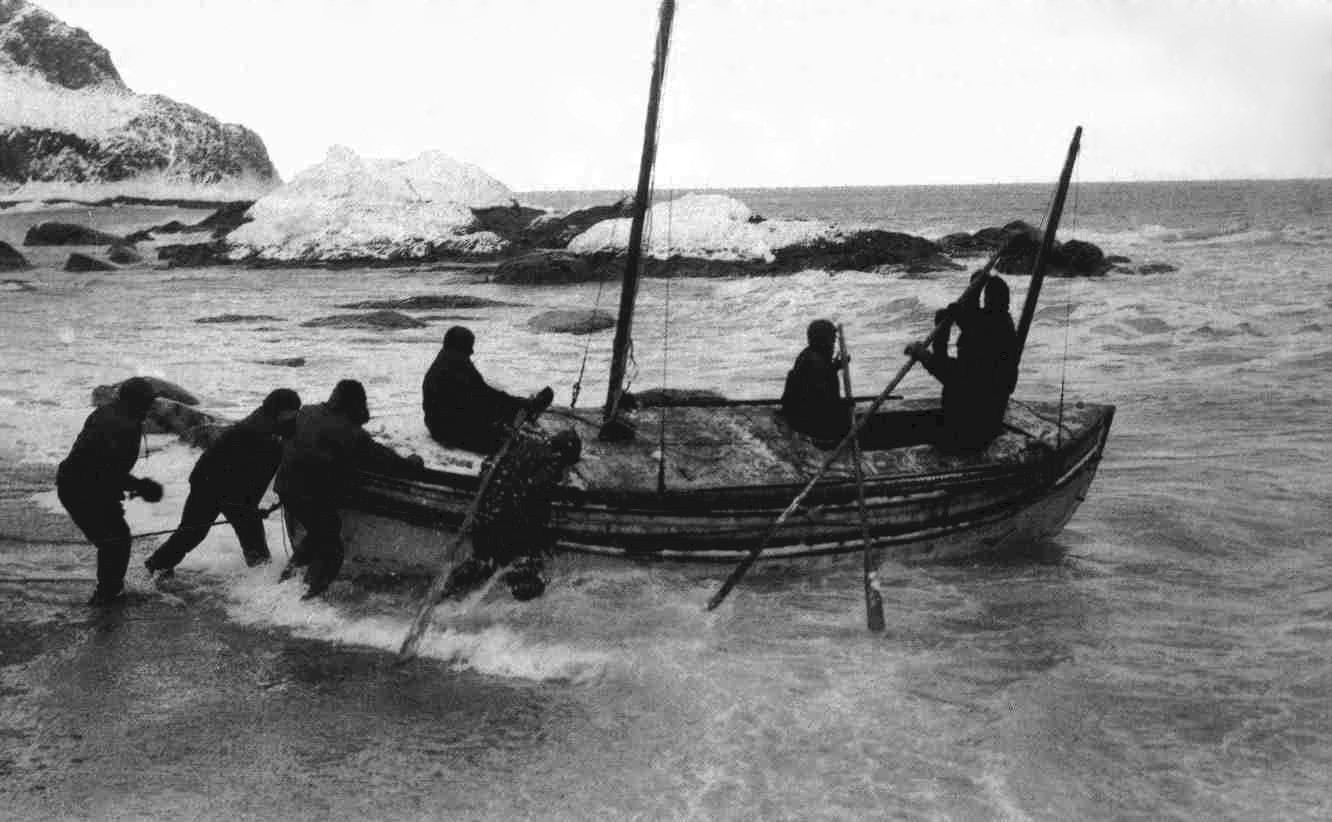
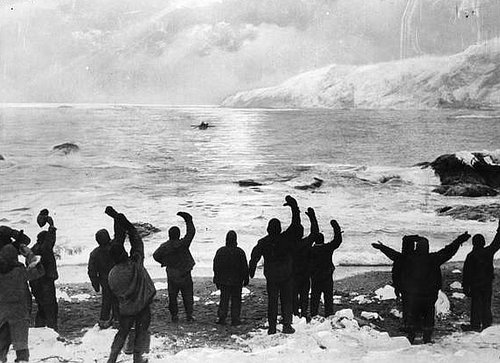
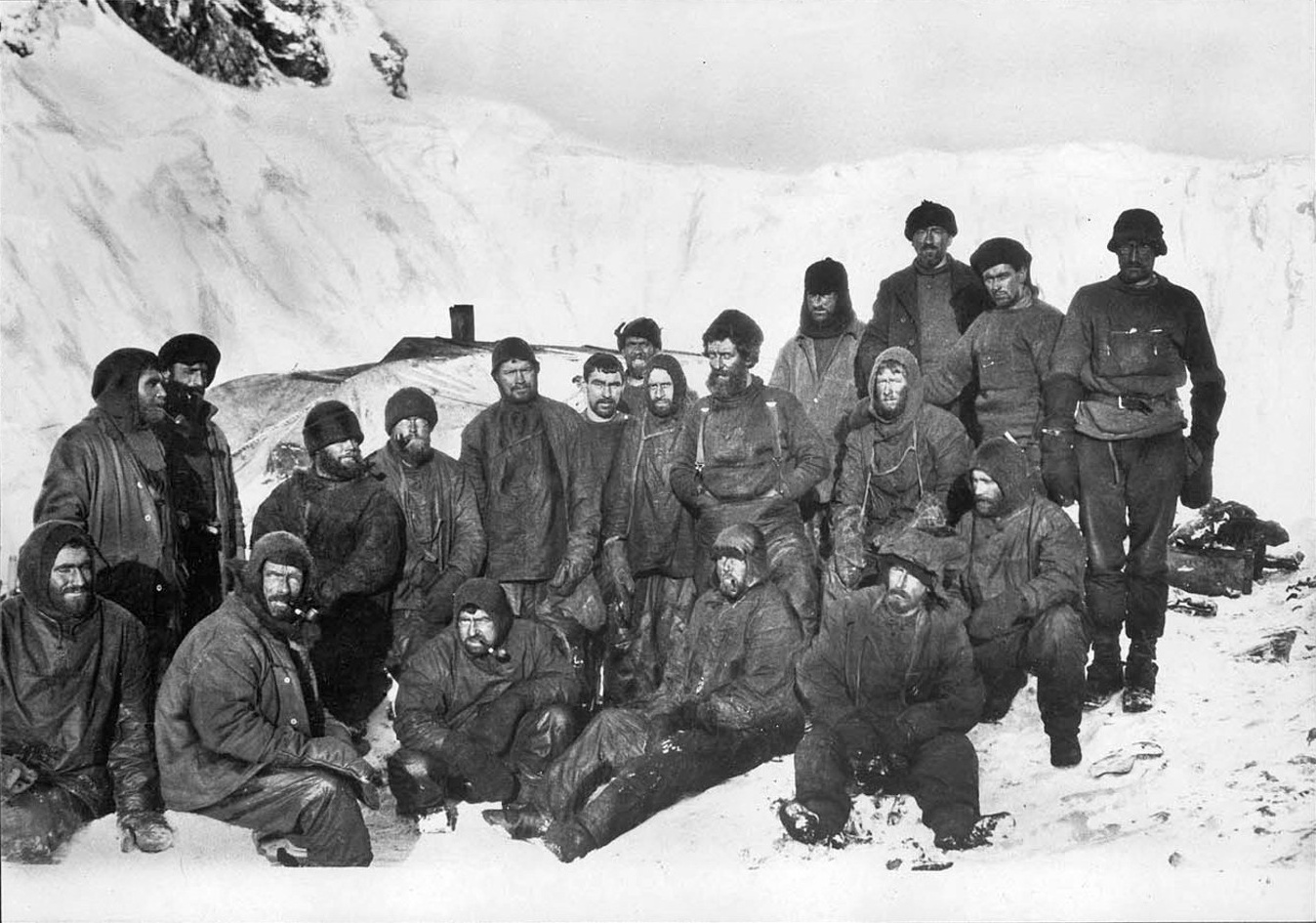